# Maestrul din umbră
Maestrul din umbră, denumit în limba română și Omul din umbră, (în engleză Shadow Man) este un film de acțiune americano-britanico-român, care a fost lansat în Statele Unite ale Americii direct-to-video la 6 iunie 2006. Rolul principal este interpretat de Steven Seagal, iar filmările au avut loc în totalitate la București (România).
Filmul prezintă călătoria în România a unui fost agent CIA, împreună cu fiica sa, și răpirea acesteia de sub ochii lui, la ieșirea din aeroport. Plecat în căutarea ei, el se trezește implicat într-un scandal de spionaj care implică agenți corupți care doresc să pună mâna pe o armă biologică.

## Rezumat
Fostul agent CIA Jack Foster (The Shadow Man) este proprietar al unei afaceri din topul Fortune 500 și tatăl unei fetițe de 8 ani pe nume Amanda. Cu prilejul comemorării a 5 ani de la moartea soției sale, Jack o duce pe Amanda în România, unde se născuse mama ei. Dar, după sosirea pe aeroportul din București, automobilul lui George, cuscrul lui Jack și colaborator al CIA, explodează, iar Amanda este răpită de o taximetristă. În haosul produs, Jack îl întâlnește pe Harry, un fost amic din CIA care a reapărut misterios după ce Jack nu-l mai văzuse de aproximativ 7-8 ani. Ei pornesc pe urmele Amandei, dar pierd urma taxiului, iar Jack bănuiește că Harry știe ceva mai mult decât i-a spus.
Ajunși la o casă secretă, Harry îl închide pe Jack într-o cameră securizată și trimite patru oameni după el. Fostul agent îi ucide, evadează și îl sechestrează pe Harry pentru a afla ce s-a întâmplat cu Amanda. Motzivul răpirii îl constituie faptul că George intrase în posesia unei arme biologice numite MK Ultra, un virus nedetectabil care cauzează persoanei infectate boli grave precum gripa sau diverse forme de cancer. Persoana infectată moare în termen de la șase luni la un an. George planifica să vândă formula unui ofertant de la FSB, o ramură nouă a KGB-ului. Harry îi spune lui Jack că oamenii FSB-ului cred acum că George i-a strecurat formula lui Jack și nu o vor elibera pe Amanda până când nu vor primi formula.
Jack îi dă lui Harry un termen de două ore pentru a o găsi pe Amanda. Ei merg la Ambasada SUA, unde Harry vorbește cu ambasadorul Cochran. În acest timp, doi polițiști români pe nume Seaka și Urich îl împing pe Jack într-o mașină și-l duc la secție unde i-o prezintă pe Anya, femeia care o răpise pe Amanda. Jack îi bate pe cei doi polițiști, dar Anya scapă. Mai târziu, Jack se întâlnește într-o clădire cu Harry, Schmitt și Chambers. În schimbul de focuri, Harry și Chambers sunt uciși, dar Schmitt scapă. În același timp, Anya îi explică Amandei că a luat-o de la aeroport pentru a-i proteja viața. Soțul și fiica Anyei muriseră cu trei ani în urmă în timp ce ea lucra ca agent secret în Anglia. 
Știind că Anya este taximetristă, Jack merge cu un taxi la Clubul Lido și o întâlnește acolo pe Anya în toaleta femeilor. Seaka și Urich sosesc și ei acolo, dar prea târziu. Anya îi cere lui Jack un pașaport și o viză de America în schimbul Amandei. Un om pe nume Jensen îl caută pe Jack și o capturează pe Anya, dar fostul agent o eliberează și o ia cu el.
Seaka și Urich se duc la apartamentul Anyei, dar nu găsesc acolo pe nimeni. După plecarea lor, sosesc Jack și Anya și intră prin spatele clădirii. Anya își ia câteva documente, dar este surprinsă de doi polițiști pe care-i împușcă. Atât Seaka și Urich, cât și Schmitt (care lucrează pentru un agent CIA corupt pe nume Waters), vor să pună mâna pe formula virusului MK Ultra și să-l vândă. Schmitt era cel care coordonase bombardarea limuzinei lui George. În dimineața următoare, Jack și Anya se duc la casa unde era ținută Amanda și îl găsesc acolo mort pe Cyrell, un om în scaun cu rotile, care avea grijă de fetiță. Seaka și Urich ajung și ei acolo, dar prea târziu. Amanda fusese răpită.
Seaka și Urich îi amenință cu pistoalele pe Jack și Anya, cerând să li se dea formula virusului MK Ultra. Are loc un schimb de focuri în care Seaka moare. Urich se întâlnește cu Jensen pe acoperișul unei parcări supraterane și este bătut de oamenii acestuia. În acest timp, Jack îi telefonează lui Rogers, prietenul său hacker de la CIA, și îi cere să spargă proiectul MK Ultra și să-l oprească pentru totdeauna.
Jack și Anya pun la cale un plan. Agentul stabilește o întâlnire cu Waters și Schmitt la Biblioteca centrală, iar femeia îl anunță pe Jensen. După primirea acestui telefon, omul lui Jensen îl ucide pe Urich. După ce ies din casă, Jack și Anya sunt urmăriți de un elicopter din care se trage asupra lor, dar fostul agent CIA trage în rezervorul cu carburant și provoacă explozia aeronavei. Ajuns la întâlnire, Jack este amenințat de Waters cu uciderea Amandei în cazul în care nu-i va da formula. Are loc un schimb de focuri, iar Jack îi ucide atât pe Waters și Schmitt, cât și pe Jensen și oamenii lui. Jack pleacă împreună cu Amanda, dar George apare în fața lui cu un pistol. Cuscrul lui nu se afla în limuzină când aceasta a explodat și organizase toate aceste acțiuni. Jack îl ucide pe George. În acest timp, Rogers intrase în programul MK Ultra și-l distrusese. Mai târziu, ambasadorul Cochran îi dă lui Jack un pașaport pentru ca Anya să poată merge în America. După revenirea în SUA, Jack îi face cadou Amandei un cal.

## Distribuție
| - Steven Seagal - Jack Foster - Eva Pope - Anya - Imelda Staunton - ambasadorul Cochran - Vincent Riotta - Harry - Michael Elwyn - George - Skye Bennett - Amanda Foster - Garrick Hagon - Waters - Alex Ferns - Schmitt - Michael Fitzpatrick - Chambers - Elias Ferkin - Velos - Levan Uchaneishvili - Jensen (creditat Levani Uchaneishvili) - Zoltan Butuc - polițistul Seaka - Emanuel Pârvu - polițistul Urick | - Vince Leigh - Roger (creditat Vincent Leigh) - Werner Daehn - Cyrell - Laura Grigoriu - secretara lui Jack - Corina Toader - iubita lui Jack - Gabriel Spahiu - taximetrist - Titus-Gabriel Pătrașcu - barman - Luminița Filimon - polițistă - Daniel Pâșleagă - polițist - Florin Stancu - agent - Nicolai Stoianov - Nickoli - Coca Bloos - bătrâna (creditată Cornelia Bloos) - Vasile Albineț (necreditat) - rus - Vlad Coadă (necreditat) - laborant |

## Producție
Titlul inițial al proiectului a fost Shadows on the Sun, scenariul fiind scris de Bey Logan, care colaborase la scenariile mai multor filme cu Jackie Chan. Potrivit scenariului inițial, Seagal era un agent secret care conducea o clinică medicală în Japonia, după cel de-al doilea război mondial. Cu toate acestea, prin septembrie 2005, Logan nu s-a mai implicat, iar titlul a fost schimbat în Shadows of the Past, iar scenariul a fost rescris de Joe Halpin, care colaborase la mai multe filme recente cu  Seagal (Submerged, Into the Sun, Today You Die), fiind acceptat în forma sa actuală. Acest lucru a produs dezamăgire unor fani, care nu au fost încântați să-l vadă pe Seagal jucând într-un film cu o acțiune diferită de cea a filmelor de acțiune anterioare.
Filmările au avut loc în totalitate la București (România), în studiourile Castel Film. Scenariul a fost scris de Steven Collins, Steven Seagal și Joe Halpin, iar filmul a fost regizat de Michael Keusch. Echipa de producție a fost formată din următoarele persoane: Steven Seagal și Joe Halpin (producător), Vlad Păunescu (coproducător), Richard Turner și Michael Ravid-Ganot (producători asociați), Phillip B. Goldfine, Bruno Hoefler și Barbara Mudge (producători executivi), William B. Steakley și Binh Dang (coproducători executivi). Director de imagine a fost Geoffrey Hall, editor de imagine Andrew Horvitch; decorurile au fost realizate de Corvin Cristian și costumele de Oana Păunescu.

## Recenzii critice
David Johnson de la DVD Verdict a numit filmul „un film de acțiune generic cu un complot neimplicant, secvențe de acțiune pompoase, niște efecte speciale sărăcăcioase, răsturnări de situație previzibile”, adăugând: „Seagal nu se deosebește de niciun alt personaj pe care l-a interpretat vreodată și nu sunt suficiente chestii interesante pentru a ne distrage atenția”. J. Andrew Hosack de la JoBlo a spus: „Scenariul, povestea, acțiunea și interpretarea sunt toate cu mult sub medie”, adăugând: „Îmi depășește capacitatea de înțelegere cum cineva rezonabil ar investi timp și bani în așa ceva”.